# Žena pod vlivem
Žena pod vlivem (v anglickém originále A Woman Under the Influence) je americké filmové drama z roku 1974, které natočil režisér John Cassavetes podle vlastního scénáře. Hlavní role manželů Longhettiových v něm ztvárnili režisérova manželka Gena Rowlands (Mabel) a Peter Falk (Nick). V dalších rolích se představili například Matthew Labyorteaux a Frank Richards. Řadu menších rolí ztvárnili studenti a Cassavetesovi přátelé a rodinní příslušníci (tchyně, matka, dcera Xan). Cassavetes film natáčel bez účasti filmového studia a velkého producenta. Značnou částku peněz do projektu investoval jeho přítel a představitel hlavní role Peter Falk. Po ukončení natáčení nemohl Cassavetes najít pro film distributora a tak sám obvolával kinaře, aby film promítali. Film byl ve dvou kategoriích (režie a hlavní herečka) neúspěšně nominován na Oscara. V těchto a dvou dalších (scénář, film) byl nominován také na Zlatý glóbus, přičemž pouze nominace Geny Rowlandsové coby hlavní herečky byla proměněna ve vítězství.